# Rainer Dollase
Rainer Dollase (* 1943 in Gleiwitz) ist ein deutscher Bildungsforscher und Hochschullehrer.

## Leben
Dollase studierte Psychologie an den Universitäten Saarbrücken, Köln und Düsseldorf. Nach einer Tätigkeit in einer empirischen Forschungsgruppe (1970–1976) war er Professor an der Universität Essen bis 1980. Danach war er bis 2009 an der Universität Bielefeld als Mitglied des Instituts für interdisziplinäre Konflikt- und Gewaltforschung beschäftigt.
Dollase war von 2005 bis 2008 für die CDU-Fraktion als Sachverständiger in einer Enquete-Kommission zum Thema Bildung tätig. Seit 2017 ist er Mitglied im Team Schule und Kultur der CDU Nordrhein-Westfalen.
Er plädierte 2022 angesichts des Lehrermangels für ein praxisnäheres Lehramtsstudium. Zu den PISA-Studien äußerte er: „Pisa ist in allen Ländern sinnvoll, in denen die Schulpolitik in einer Hand liegt, ... man erfährt alle paar Jahre, wie die zwischenzeitlichen Maßnahmen gewirkt haben.“ Das gelte in Deutschland aber nicht – wegen der Bildungshoheit der Länder. So könnten „die luschigen Länder wie Bremen, Hamburg, Berlin, Nordrhein-Westfalen und noch ein paar andere ihr Versagen in der allgemeinen Klage über schlechte deutsche Schüler verstecken“.

## Familie
Sein jüngerer Bruder Jürgen Dollase ist ein deutscher Gastronomiekritiker und -journalist sowie Gründer der Artrock-Gruppe Wallenstein.

## Publikationen (Auswahl)
- (mit Michael Rüsenberg und Hans J. Stollenwerk): Rock People oder Die befragte Szene. Fischer Taschenbuch Frankfurt a. M., 1974, ISBN 3-436-01951-8
- (mit Michael Rüsenberg und Hans J. Stollenwerk): Das Jazzpublikum. Zur Sozialpsychologie einer kulturellen Minderheit. Schott, Mainz, 1978, ISBN 3-7957-2411-2
- Sozial-emotionale Erziehung in Kindergarten und Vorklasse. Schroedel, Hannover 1979, ISBN 978-3-507-36665-7.
- Grenzen der Erziehung. Anregung zum wirklich Machbaren in der Erziehung. Schwann, Düsseldorf 1984, ISBN 978-3-590-14206-0
- Entwicklung und Erziehung. Angewandte Entwicklungspsychologie für Pädagogen. Klett, Stuttgart 1985, ISBN 978-3-12-928053-9
- (mit Michael Rüsenberg und Hans J. Stollenwerk): Demoskopie im Konzertsaal. Schott Music, Mainz 1986, ISBN 978-3-7957-1660-8
- Die Hoffnung nicht aufgeben. Zur Psychologie einer kindgemäßen Umwelterziehung. Akademie für Lehrerfortbildung und Personalführung, Dillingen 1994.
- Gewalt in der Schule. Kohlhammer, Stuttgart 2010, ISBN 978-3-17-021296-1
- Classroom-Management. Theorie und Praxis des Umgangs mit Heterogenität. Oldenbourg, München 2012.
- Der Einheitslehrer. Braucht er ein Einheitsstudium? Konrad-Adenauer-Stiftung, Sankt Augustin 2013, ISBN 978-3-944015-86-6
- Gruppen im Elementarbereich. Kohlhammer, Stuttgart 2015, ISBN 978-3-17-021391-3.